# أميت جوسوامي
أميت جوسوامي (بالألمانية: Amit Goswami) (و. 1936 – م) هو فيزيائي، وأستاذ جامعي من الولايات المتحدة الأمريكية .